# Ordonnance (militaire)
Pour les articles homonymes, voir Ordonnance.
Dans le domaine militaire, un ou une ordonnance est un domestique militaire, un soldat attaché à un officier. L'officier d'ordonnance est un officier subalterne attaché à un commandant en chef et dépend pour ses missions de l'aide de camp de service. Napoléon Ier avait 12 officiers d'ordonnance.
Les ordonnances ont remplacé les fraters dans l'armée française.

## Armées anglophones
Dans les armées des pays anglophones, le mot « batman » désigne le domestique militaire d'un officier. Ce mot vient de l'ancien français « bast », qui donne en français moderne « bât », soit littéralement: l'« homme du bât ». À l'origine, dans la cavalerie, le batman est l'homme chargé de s'occuper du mulet ou du cheval transportant les bagages d'un officier. Par extension, le terme s'applique au domestique militaire d'un officier.
Dans l'United States Army, on employait le nom de « dog robber », littéralement : « voleur de chien ». Ce terme est utilisé par dérision, pour qualifier la débrouillardise du domestique pour procurer à l'officier tout ce qu'il désire. L'origine de l'expression est incertaine, mais selon certaines sources, un officier aurait demandé à son domestique de voler l'os d'un chien et ce dernier l'aurait fait pour le contenter. Dès 1870, l'US Army interdit dans son règlement de distraire un soldat de son devoir pour en faire le domestique d'un officier, mais la pratique perdure jusque dans les années 1890 et même durant la Première Guerre mondiale.